# Gehlberg
Gehlberg település Németországban, azon belül Türingiában. Lakosainak száma 502 fő (2017. december 31.). Gehlberg Oberhof, Zella-Mehlis, Schmiedefeld am Rennsteig, Ilmenau, Elgersburg, Geraberg és Gräfenroda községekkel határos.

## Népesség
A település népességének változása:

| 2017 | 502 |